# The New Northwest
The New Northwest foi um jornal semanal americano publicado em Portland, em Óregon, de 1871 a 1887 por Abigail Scott Duniway, e por mais dois anos por OP Mason. Um dos primeiros jornais na Região Oeste dos Estados Unidos a defender a causa dos direitos das mulheres, durante seus 16 anos, The New Northwest emergiu como uma voz vigorosa pelo sufrágio feminino e pela liberalização da lei do casamento e dos direitos de propriedade para as mulheres. O lema do jornal era Free Speech, Free Press, Free People.
Além de reportagens, The New Northwest incluiu vários tópicos de ensaios, correspondência de viagem e ficção serializada, muitos dos quais foram escritos pela prolífica Duniway.

## História

### Lançamento
O New Northwest foi lançado em 5 de maio de 1871, por Abigail Scott Duniway (1834–1915). Juntamente com seu irmão mais novo, o futuro editor-chefe do Portland Oregonian, Harvey W. Scott (1838-1910), Abigail Scott tornou-se uma pioneira no território de Oregon em 1852, perdendo sua mãe para a cólera a caminho da Oregon Trail. A futura editora havia se casado e começado uma família de seis filhos logo após chegar ao estado, mudando-se para Portland no início de 1871, bem a tempo de lançar seu jornal semanal.
Duniway foi movida para uma vida de ativismo político e editoração por um profundo senso de indignação moral sobre o controle da vida das mulheres pelas leis e práticas tradicionais dos homens. Ela procurou abrir o debate sobre uma ampla gama de questões importantes para as mulheres por meio de seu boletim semanal, incluindo não apenas as notícias do dia, mas discussões sobre sufrágio feminino, a lei do divórcio e as condições econômicas enfrentadas pelas mulheres na era da fronteira do Oregon. O lançamento do jornal de Duniway é considerado pelos historiadores contemporâneos como o primeiro evento significativo de lançamento do movimento das mulheres no noroeste do Pacífico.

### Campanhas políticas

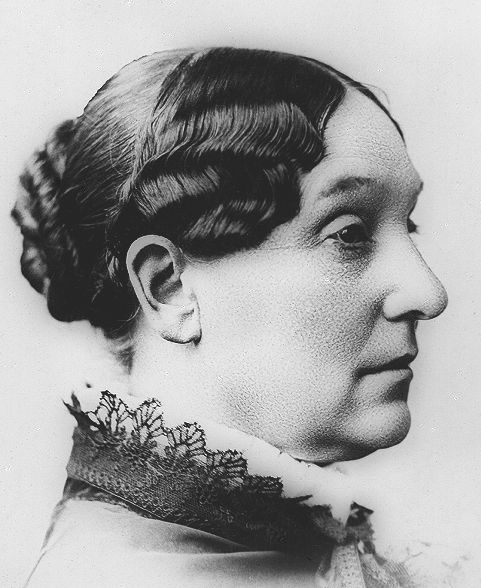
Abigail Scott Duniway (1834–1915), ativista feminista, editora e redatora do The New Northwest

Duniway foi fundamental para trazer Susan B. Anthony para Oregon no final do verão de 1871, tendo no ano anterior escrito uma carta para convidar ela ou Elizabeth Cady Stanton a visitar o estado falando em nome do direito de votar nas mulheres. Duniway conseguiu uma turnê estadual para Anthony nas semanas seguintes antes de mandá-la de volta para a Califórnia e retornar por terra ao leste. A dupla estava na época otimista sobre as primeiras vitórias do movimento sufragista nos estados da Costa do Pacífico, Califórnia e Oregon, bem como no Território de Washington, que foi finalmente incorporado aos Estados Unidos em 1889.
As esperanças de Duniway e Anthony não seriam rapidamente recompensadas no Oregon, no entanto, já que os eleitores do sexo masculino rejeitaram cinco vezes propostas para expandir os direitos de voto para as mulheres, votando contra iniciativas em 1884, 1900, 1906, 1908 e 1910.
O maior sucesso foi alcançado na pauta dos direitos de propriedade para as mulheres. No entanto, com os esforços de Duniway e The New Northwest creditados por ajudar a aprovar a Lei de Propriedade de Mulheres Casadas de 1878 em Oregon, permitindo às mulheres o direito aos seus salários e à propriedade sob a lei estadual pela primeira vez.
Somente em 1912, muitos anos após o fim de 1887 do The New Northwest, Oregon aprovou sua iniciativa de sufrágio feminino — um evento que o governador Oswald West marcou ao procurar Abigail Scott Duniway e pedir-lhe que escrevesse e assinasse a proclamação oficial do sufrágio do estado.

### Operações de negócios
O New Northwest era um negócio familiar para a família Duniway, com o marido de Abigail, Benjamin C. Duniway — permanentemente incapacitado desde um acidente envolvendo uma equipe de cavalos em fuga em 1862 — atuando como gerente de negócios e vários dos cinco filhos do casal ajudando na impressão do papel. A irmã de Duniway, Catherine Coburn, serviu por um tempo como editora. O jornal tinha um lema assertivo notável, "Free Speech, Free Press, Free People", que Duniway tentou tornar uma marca registrada do jornal. O irmão Harvey W. Scott contribuiu ocasionalmente para a publicação após sua saída do Oregonian.

### Declínio
Duniway vendeu o New Northwest para OP Mason em 1887. Mason abandonou o conteúdo político do jornal e o reformulou como uma publicação puramente literária por mais dois anos.